# Manuel Cañete
Manuel Cañete (Sevilla, 6 d'agost de 1822 – Madrid, 4 de novembre de 1891) fou un escriptor, crític i periodista espanyol.

## Biografia
Va néixer en Sevilla el 6 d'agost de 1822. Era fill d'una actriu i de jovenet va ser apuntador del Teatre Principal de Sevilla. En 1839 era a Cadis dirigint La Aureola. Es trasllada en 1843 a Madrid, on va ser un actiu periodista i crític literari col·laborant assíduament a El Heraldo, el Diario de la Marina, El Manzanares, La Gaceta de Teatros, El Parlamento i, sobretot, La Ilustración Española y Americana. Estrenà drames històrics, entre els que sobresurt El Duque de Alba (1845). Aquests són El juglar (1838), Lo que alcanza una pasión (1841), Un rebato en Granada (1845), El conde de Porcellos (1848) i, en col·laboració amb Manuel Tamayo y Baus i Aureliano Fernández-Guerra, Un juramento. També va conrear la comèdia amb Miguel Ángel (1838), Los dos Foscaris (1846), El peluquero de su alteza (1853), La carmañola (1870). Adaptà la peça homònima de Pedro Calderón de la Barca a En esta vida todo es verdad y es mentira (1879), en col·laboració amb José Campo-Arana. sarsueles seves són Beltrán y la Pompadour (1845) i La flor de Besalú (1874).

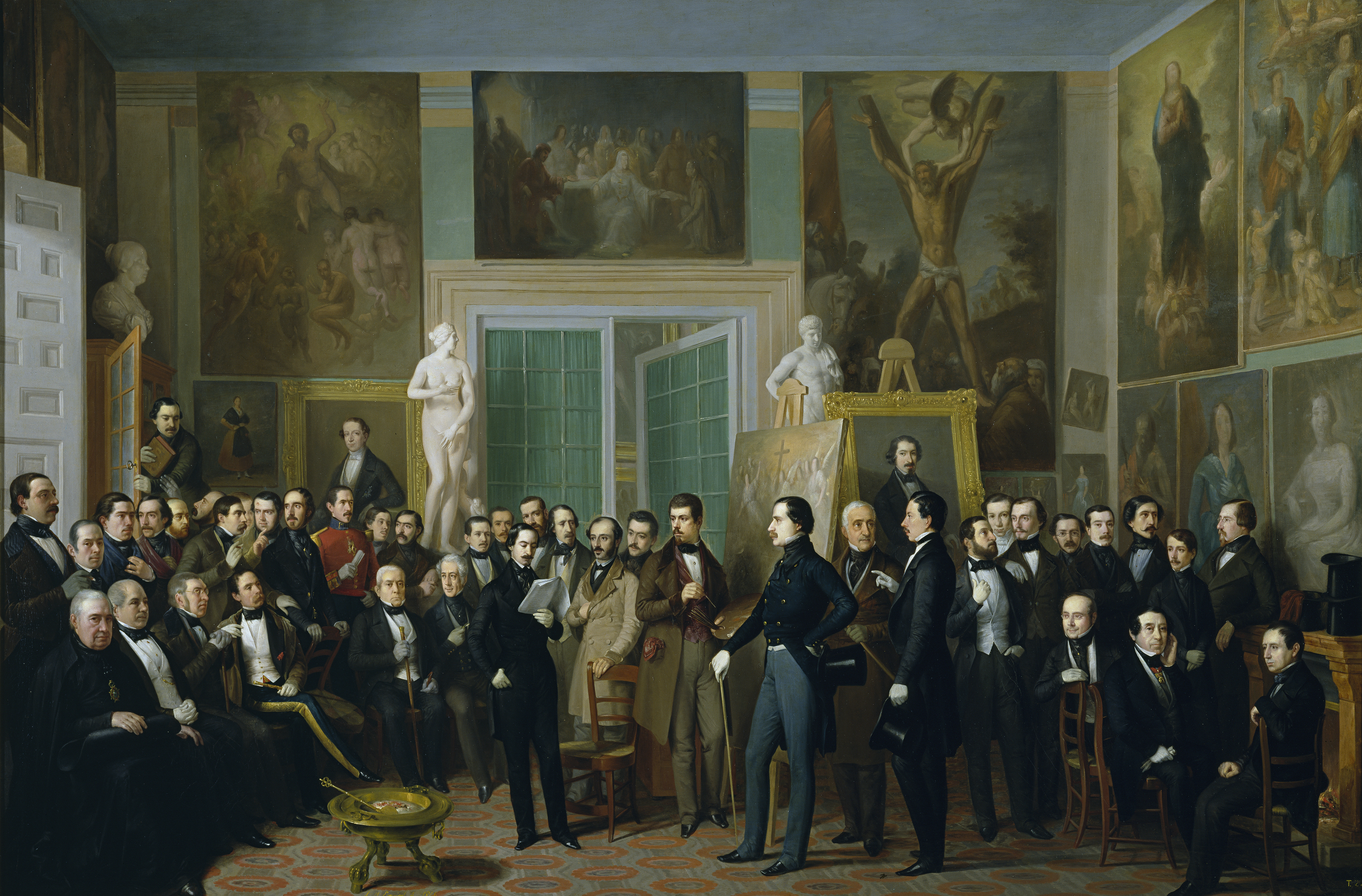
Manuel Cañete retratat a Los Poetas contemporáneos per Antonio María Esquivel, 1846, Museu del Prado.

Va tenir un càrrec en el ministeri de Foment que va perdre amb la revolució de 1868. Va tenir un parell de duels, un amb José Zorrilla i un altre amb Rubí, de qui després seria amic.
Va ingressar en l'Acadèmia de Belles Arts de San Fernando, en la de la Història i, en 1857, en la Reial Acadèmia Espanyola, de la qual fou censor. Va defensar l'ortodòxia catòlica monàrquica. Va donar un curs sobre literatura dramàtica a l'Ateneo, institució de la que en fou vicepresident, i de la que ens queda el seu Discurso leído en el Ateneo de Madrid para inaugurar el curso anual de literatura dramática (1852), on assenta les bases de recepció del teatre divuitesc considerant Leandro Fernández de Moratín "la llumanera més brillant del classicisme espanyol". Va publicar un tom de Poesías en 1843, ampliades en 1859, dins del classicisme de l'escola sevillana, encara que existeixen preocupacions polítiques. Destaca la balada "El árbol seco" i el romanç "Recuerdos de la montaña". La seva poesia va ser, tanmateix, triturada per Antonio de Valbuena en els seus Ripios académicos i es mostra deutor de Gallego i de Quintana.
Com a crític és més que notable el seu estudi sobre el teatre espanyol anterior a Lope de Vega El teatro español del siglo XVI (1885). També es va preocupar por la llengua d'aquest segle en el seu Documentos curiosos para la lengua castellana en el siglo XVI. Edità amb notes i pròleg les Farsas y églogas de Lucas Fernández (1887). Altres obres seves són Sobre el drama religioso español antes y después de Lope de Vega (1862) i Escritores españoles e hispanoamericanos (1884), que inclou estudis sobre José Joaquín Olmedo i el Duc de Rivas. Es va mostrar inflexible amb les innovacions i el seu criteri classicista l'impulsà a atacar els excedsos "immorals" del neoromanticisme de José de Echegaray junt amb altres crítics com Luis Bustillos i Peregrín García Cadena. Va fer l'edició, amb un estudi preliminar important, de les Obras inéditas de D.Manuel José Quintana, Madrid, Medina y Navarro, 1872, i també dedicà un estudi com a pròleg al Gil Blas de Lesage.
Va morir a Madrid el 4 de novembre de 1891.